# Ulrik Christian Kruse
Ulrik Christian Kruse (12. august 1666 i Thisted – 17. august 1727 i Frederiksstad) var en dansk officer.

## I krigstid
Han var søn af oberst Mogens Kruse. 19 år gammel blev han menig i Drabantgarden med fændriks rang og to år efter sekondløjtnant ved Jyske Infanteriregiment. Da der 1692 sendtes et dansk hjælpekorps i kejserlig tjeneste, trådte Kruse over i det til korpset hørende dragonregiment, som han i seks år fulgte under felttogene i Ungarn og Polen. Efter hjemkomsten fik Kruse, der 1695 var forfremmet til kaptajn, 1699 kompagni ved de nationale dragoner i Norge, blev her 1701 major, 1704 oberstløjtnant, 1710 oberst og samme år chef for regimentet (det senere 1. søndenfjeldske), med hvilket han 1711 tog del i indfaldet i Båhus Len. Under grænsebevogtningen i vinteren 1715-16 stod han først ved Næs under Vingers kanton, men fik senere i stedet for Arent Krag overkommandoen i Basmos kanton, øst for Øjeren. Her var det, at han havde den navnkundige kamp ved Høland 9. marts 1716. Natten forud havde oberstløjtnant Ulrik Frederik Brüggemann, føreren for den Kruse underlagte fodfolksstyrke, ladet sig overraske af Carl XII, der selv førte sin avantgarde. Kruse sendte, så snart han havde fået nys om fjendens fremrykning, ordre ud til sine lovlig vidt dislocerede kompagnier om at samle sig, men hans kamplyst var for stor til at afvente ordrens udførelse. Med o. 200 dragoner kastede han sig ved daggry over den tredobbelt overlegne fjende, og følgen blev, at hans angreb blev afslået og han selv, blødende af flere sår, afskåret og taget til fange, i stedet for at han, om han var optrådt med sin samlede styrke, havde haft gode chancer for at bemægtige sig selve Carl XII's person. Kampen havde dog gjort den nytte, at den fik fjenden til at gå forsigtigere frem, og at der derved vandtes tid for de norske tropper. Den halvtredsårige Kruse havde derhos vist en så glimrende personlig tapperhed og våbenfærdighed, at kong Carl behandlede sin fange med den mest udmærkede agtelse, hvorom flere anekdoter bærer vidne. Men også hos sin egen konge vandt Kruse, der snart blev udvekslet, den påskønnelse, hans heltemodige færd fortjente. Endnu samme år forfremmedes han til brigader, og ikke nok hermed. Vel blev der indledet krigsretlig undersøgelse imod Kruse såvel som mod de øvrige i affæren deltagende officerer, og Kruse blev for sin noget mangelfulde ordning af sikringstjenesten og sin ovenfor omtalte ubetænksomhed idømt en bøde. Men kongen eftergav ham denne og forfremmede ham endog atter i december 1717, til generalmajor.

## Senere virke
Efter fredsslutningen fik Kruse 1720 tillige med tre andre generalmajorer inspektionen over den norske militæretat; 1721 blev han Hvid Ridder og 1722 kommandant i Frederiksstad. Her døde han 17. august 1727 og er begravet i Onsø Kapel.
Han blev gift 1707 med sit næstsøskendebarn Christine Marie Krabbe (død 1736), datter af ritmester Mogens Eriksen Kruse og Sophie Orning. Hun flyttede efter mandens død fra Norge og købte Lindersvold ved Præstø. Deres eneste overlevende datter blev gift med statsminister Otto greve Thott til Gavnø.
På Gavnø findes et portrætmaleri, som med usikkerhed anføres at forestille Kruse.